# Jeanette Núñez
Jeanette Marie Nuñez (de soltera Sánchez; Miami, Florida, 6 de junio de 1972) es una empresaria y política estadounidense. Afiliada al Partido Republicano, desde 2019 se desempeña como la 20.ª vicegobernadora del estado de Florida. Fue miembro de la Cámara de Representantes de Florida entre 2010 y 2018, representando al condado de Miami-Dade.

## Vicegobernadora de Florida
El 5 de septiembre de 2018, el entonces congresista Ron DeSantis seleccionó a Núñez para ser su compañera de fórmula en la elección para gobernador de Florida de 2018, enfrentándose a Andrew Gillum y su compañero de fórmula Chris King. DeSantis y Núñez ganaron las elecciones por un margen de menos de medio punto porcentual. Núñez es la primera mujer hispana en servir como vicegobernadora de Florida.
Sánchez prestó juramento como vicegobernadora el 8 de enero de 2019, reemplazando a Carlos López Cantera. Durante su tiempo en el cargo, ha sido conocida principalmente por su apoyo a los exiliados de Venezuela, organizando varias mesas redondas y eventos en un esfuerzo por encontrar formas de ayudarlos.

## Resultados electorales

### Cámara de Representantes de Florida
|  | 55.69 % |

|  | 99.95 % |

|  | 61.08 % |

|  | 56.99 % |

### Vicegobernadora de Florida
|  | 56.49 % |

|  | 49.59 % |

|  | 59.37 % |